# Montastraea cavernosa
Montastraea cavernosa is een rifkoralensoort uit de familie Montastraeidae. De wetenschappelijke naam werd gepubliceerd in 1767 door Carl Linnaeus.